# Король живий
«Король живий» (англ. The King Is Alive) — фільм режисера Крістіана Леврінґа 2000 року. Світова прем'єра стрічки відбулася 11 травня 2000 року на Каннському кінофестивалі у Франції.

## Сюжет
Стрічка оповідає про дев'ять туристів, які загубилися в Намібійській пустелі. Знайшовши укриття в покинутому шахтарському містечку, розуміючи, що тепер все залежить від їх власного самовладання та нервів, упродовж двох тижнів вони намагаються жити-існувати як люди, сподіваючись на дослідного мандрівника Джека, що відправився шукати допомогу в радіусі найближчих двадцяти миль. Генрі, колишній актор, пропонує поставити шекспірівського «Короля Ліра». П'єса англійського драматурга є для них якимсь терапевтичним засобом, що змушує їх остаточно не з'їхати з глузду.

## У ролях
- Майлз Андерсон — Джек
- Романе Борінгер — Кетрін
- Девід Бредлі — Генрі
- Девід Колдер — Чарльз
- Брюс Дейвісон — Рей
- Брайон Джеймс — Ешлі
- Пітер Хубеке — Канана
- Вусі Кунене — Мозес
- Дженніфер Джейсон Лі — Джина
- Джанет Мактір — Ліз
- Кріс Вокер — Пол
- Ліа Вільямс — Аманда

## Нагороди і номінації
Загалом стрічка отримала 3 нагороди і 1 номінацію, зокрема:
- приз у категорії «Найкраща акторка» (Дженніфер Джейсон Лі) на Міжнародному кінофестивалі в Токіо
- нагорода студентського журі (Єнс Шльоссер) на Міжнародному кінофестивалі братів Манакі
- приз у категорії «Найкраща операторська робота» (Єнс Шльоссер) на Фестивалі Роберт
- номінація у категорії «Найкращий фільм» на Фестивалі Роберт

## Цікаві факти
- Фільм є четвертим, що був відзнятий у рамках руху «Догма 95»